# Великі Жеребці
Великі Жеребці́ (рос. Большие Жеребцы) — присілок у складі Щолковського міського округу Московської області, Росія.

## Населення
Населення — 24 особи (2010; 91 у 2002).
Національний склад (станом на 2002 рік):
- росіяни — 87 %